# Arabische Nächte (1942)
Arabische Nächte (Originaltitel: Arabian Nights) ist ein US-amerikanischer Abenteuerfilm aus dem Jahr 1942 von Regisseur John Rawlins. Der Film in Technicolor entstand nach Motiven aus den Märchen von Tausendundeiner Nacht.

## Handlung
Scheherazade ist eine Tänzerin bei Ahmads Wanderzirkus. Zu der Truppe gehören auch Sindbad der Seefahrer, Aladin und ein junger Akrobat mit dem Namen Ali Ben Ali. Der Zirkus macht im Moment harte Zeiten durch, während Kamar, der Bruder des Kalifen Hārūn ar-Raschīd, auf die Tänzerin aufmerksam wird. Kamar hatte Visionen, in denen Scheherazade als zukünftige Königin genannt wird. Daher und weil er in sie verliebt ist, plant Kamar einen Umsturz. Der Umsturz schlägt fehl, Kamar wird eingekerkert. Der Kalif hat Mitleid mit seinem Bruder und besucht ihn. In diesem Moment stürmen Kamars Männer den Palast und befreien ihren Anführer. Der Kalif muss aus dem Palast fliehen.
Auf seiner Flucht kommt Harun ar-Raschid an dem Wanderzirkus vorbei. Ali Ben Ali erkennt den Kalifen und hilft ihm, sich zu verstecken. Nur Scheherazade vertraut er an, dass er einen Flüchtling versteckt, verrät ihr aber nicht die wahre Identität. Der Kalif hat auf seiner Flucht einige Verletzungen davongetragen und wird gepflegt. Dabei verliebt er sich in Scheherazade.
Kamar glaubt, sein Bruder sei tot und erhebt Anspruch auf den Thron von Bagdad. Ärgerlicherweise lässt sich Scheherazade, die er suchen lässt, nicht auffinden. Der intrigante Großwesir Nadar erpresst den Hauptmann der Wache, der mit der Suche beauftragt ist. Der soll die Zirkustruppe auffinden, sie gefangen nehmen und als Sklaven verkaufen, jedoch Kamar berichten, die Truppe sei verschwunden.
Der Kalif und die Zirkusleute können den Sklavenjägern entfliehen. Doch an der Landesgrenze werden sie von Kamars Armee gestellt und zum Armeelager gebracht. Kamar versucht Scheherazade zu betören, doch die hat sich mittlerweile in Harun ar-Raschid verliebt, was der Großwesir bemerkt. Nun erpresst er Scheherazade. Um den Kalifen zu befreien, soll sie in die Hochzeit mit Kamar einwilligen, ihn jedoch während der Hochzeitszeremonie vergiften. Nadars Pläne gehen aber weiter. Er will selber Kalif werden und stattdessen Harun töten lassen, sobald der die Grenze passiert hat.
Ali Ben Ali erfährt von der Intrige und vertraut sich seinen ehemaligen Zirkuskollegen an. Die Akrobaten können Harun befreien, woraufhin dieser Scheherazade befreit. Ali indessen beschwört die Soldaten, sich loyal zu Harun ar-Raschid zu stellen. Harun und die anderen werden wieder gefangen, wobei Scheherazade von der wahren Identität Haruns erfährt. Kamar und sein Bruder liefern sich einen Schwertkampf, während Ahmad und seine Leute die Zelte in Brand stecken. Ali kommt mit den dem Kalifen ergebenen Soldaten an. Es kommt zu einer Schlacht zwischen Kamars und Haruns Soldaten.
Als Kamar die Gelegenheit hat, seinen Bruder zu töten, wird er von Nadar ermordet. Als Nadar auch Harun töten will, tauchen Ali und Ahmad auf und zwingen den Großwesir zur Flucht. Doch ein Speer durchbohrt ihn, er stirbt in einem brennenden Zelt. Harun ar-Raschid, Scheherazade, die Zirkusleute und die Soldaten, die dem Kalifen treu sind, feiern einen Sieg.

## Hintergrund
- Erstveröffentlichung in den USA war am 25. Dezember 1942 (begrenzt auf New York City), die Erstaufführung in Deutschland fand am 20. Dezember 1949 statt.
- Die Außenaufnahmen dieser Universal-Produktion in Technicolor wurden im US-Bundesstaat Utah gedreht.
- Das Budget des Films lag bei geschätzten 904.765 US-Dollar.[1]
- Kein einziger Perser oder Araber war als Darsteller verpflichtet worden. Sabu war Inder, María Montez kam aus der Dominikanischen Republik, Turhan Bey war Österreicher, Thomas Gomez hatte mexikanische Eltern, Adia Kuznetzoff (in einer kleinen Nebenrolle als Sklavenverkäufer) kam aus Russland, alle anderen kamen aus den USA, Mexiko und Europa.
- Shemp Howard war zeitweise ein Mitglied der Three Stooges.
- Produzent Wanger wurde 1946 und 1949 mit jeweils einem Ehren-Oscar geehrt.
- Als Regie-Assistent fungierte Ford Beebe, der auch als Drehbuchautor (119 Filme), Regisseur (102 Filme) und Produzent (13 Filme) arbeitete.
- Art-Director Alexander Golitzen wurde dreimal mit dem Oscar ausgezeichnet: 1944, 1961, 1963, sein Kollege Russell A. Gausman zweimal: 1944, 1961 und Kollege Ira Webb einmal: 1944.
- Kameramann Krasner konnte nach seiner Nominierung 1955 einen Oscar gewinnen. Die ebenfalls nominierten Greene, ein Jahr später mit dem Oscar ausgezeichnet wurde und Skall, der 1949 einen Oscar gewann, waren als Kameratechniker verpflichtet worden.
- Oscarprämiert zum Set kamen Ton-Techniker Bernard B. Brown, der seinen Oscar schon 1940 gewann (1945 erhielt er noch einen Spezial-Oscar) und der musikalische Direktor Charles Previn, der 1938 den Oscar entgegennehmen konnte.
- Ein US-Fernsehfilm mit dem gleichen Originaltitel kam 2000 in Deutschland heraus: Arabian Nights – Abenteuer aus 1001 Nacht von Steve Barron mit Alan Bates.
- Nicht zu verwechseln mit der gleichnamigen deutschen Komödie aus dem Jahr 1978 vom Klaus Lemke.

## Historisches
Im Gegensatz zu den Märchengestalten Scheherazade, Aladin und Sindbad hat der Kalif Harun ar-Raschid (dt. Aaron der Rechtgeleitete) wirklich gelebt. Der um 763 geborene Abbaside war von 786 bis zu seinem Tod im Jahre 809 Kalif von Bagdad. Er kam durch einen Putsch gegen seinen Bruder al-Hādī an die Macht. Der durch seine Brutalität und seinen Lebenswandel auch unter Muslimen nicht unumstrittene Kalif starb bei einem Feldzug gegen die Charidschiten.

## Kritiken
„Der farbenprächtige, in Technicolor gedrehte Abenteuerfilm beeindruckte zu seiner Zeit nicht zuletzt mit seiner aufwändigen Ausstattung, die durch den erst wenige Jahre zuvor etablierten Farbfilm besonders zur Geltung kam. Dies wurde 1943 mit vier Nominierungen bei den ‚Academy Awards‘ honoriert. Der Inhalt wurde, wie so oft in Hollywood, zwar einem Klassiker entliehen, jedoch sehr frei adaptiert. So hat die Tänzerin Scheherazade nicht mehr allzu viel mit ihrer sagenumwobenen Namensgeberin aus ‚Tausendundeiner Nacht‘ gemein, was den hohen Unterhaltungswert des bunten Spektakels jedoch nicht beeinträchtigt.“

„Aufwendig in prallen Farben inszenierte Abenteuergeschichte nach einer Erzählung aus ‚Tausendundeine Nacht‘; ein anspruchslos unterhaltendes Märchen aus der Traumfabrik.“

## Auszeichnungen
- 1943 Oscarnominierung in den Kategorien Beste Ausstattung Farbe (Alexander Golitzen, Jack Otterson, Russell A. Gausman, Ira Webb), Beste Kamera Farbe (Milton Krasner, zudem William V. Skall und W. Howard Greene), Beste Filmmusik (Frank Skinner) und Bester Ton (Bernard B. Brown)